# اتین بیه‌له
اتین بیه‌له (فرانسوی: Étienne Biéler‎؛ ۳ فوریهٔ ۱۸۹۵ – ۲۵ ژوئیهٔ ۱۹۲۹) یک فیزیک‌دان اهل کانادا بود. تحقیقات او بر روی نیروی هسته‌ای قوی متمرکز بود. در سال ۱۹۲۱ میلادی مطالعات اتین بیه‌له و جیمز چدویک پیشرفت‌های بزرگی را در خصوص شناخت این نیرو به بار آورد. اتین بیه‌له از دانش‌آموختگان دانشگاه مک‌گیل بود.